# Taeniaptera latifascia
Taeniaptera latifascia är en tvåvingeart som beskrevs av Wulp 1897. Taeniaptera latifascia ingår i släktet Taeniaptera och familjen skridflugor. Inga underarter finns listade i Catalogue of Life.